# Discodoris voniheringi
Discodoris voniheringi är en snäckart som beskrevs av Frank Mace MacFarland 1909. Discodoris voniheringi ingår i släktet Discodoris och familjen Discodorididae. Inga underarter finns listade i Catalogue of Life.